# Prix Tournesol
Le prix Tournesol est un prix de bande dessinée décerné au festival international de la bande dessinée d'Angoulême depuis 1997, en marge du palmarès officiel. Il est créé à l'initiative du parti politique Verts, devenus depuis novembre 2010 Europe Écologie Les Verts.
Chaque année, des membres de partis écologistes francophones (Verts français, belges, suisses) établissent une présélection de six à huit titres qui correspondent aux « valeurs écologistes » et un album considéré comme le plus sensible aux problématiques écologiques ou le plus porteur de valeurs comme la justice sociale, la défense des minorités et la citoyenneté est rėcompensé.
Le secrétaire du prix est Yves Frémion — écrivain, critique de bande dessinée, iconologue et ancien député européen écologiste — et le jury, renouvelé tous les ans et présidé par une figure écologiste, est composé de six personnes. Plusieurs auteurs de BD reconnus (Marjane Satrapi, Benoît Peeters, Claire Wendling, Tronchet, Jean-Yves Ferri, Catel, Laurence Harlé) ou des personnalités du monde du spectacle (Sophie Forte, Benoît Delépine, François Rollin ou Juliette) ont fait partie du jury.

## Lauréats

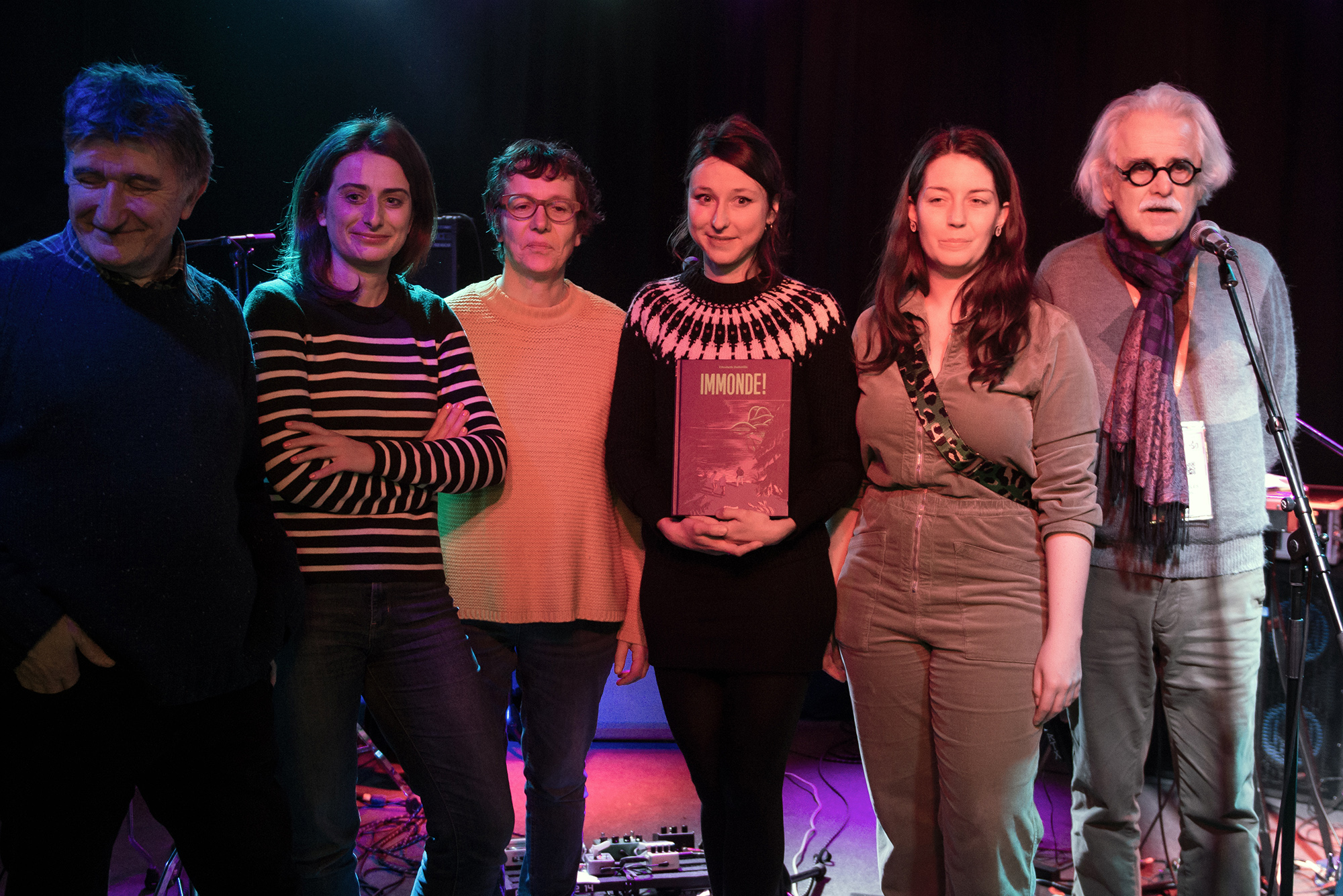
Elizabeth Holleville et le jury au Festival d'Angoulême 2023.

Les lauréats sont retenus par le jury à partir d'une présélection :
| Année                                                               | Livre                                                                                 | Auteurs                                                               | Éditeur            |
| ------------------------------------------------------------------- | ------------------------------------------------------------------------------------- | --------------------------------------------------------------------- | ------------------ |
| 1997                                                                | Valérian, agent spatio-temporel, t. 16 : Otages de l'Ultralum                         | Jean-Claude Mézières (dessin) et Pierre Christin (scénario)           | Dargaud            |
| 1998                                                                | Ikar, t. 2 : La Machine à arrêter la guerre                                           | René Follet (dessin) et Makyo (scénario)                              | Glénat             |
| 1999                                                                | Palestine, t. 2 : Dans la bande de Gaza                                               | Joe Sacco                                                             | Vertige Graphic    |
| 2000                                                                | Paroles, t. 1 : Paroles de taulards                                                   | Éric Corbeyran (scénario) et collectif                                | Delcourt           |
| 2001                                                                | Dans l'cochon tout est bon                                                            | Mazan                                                                 | Delcourt           |
| Prix Spécial à l'occasion du nouveau millénaire : Gébé pour L'An 01 |                                                                                       |                                                                       |                    |
| 2002                                                                | Rural ! Chronique d'une collision politique                                           | Étienne Davodeau                                                      | Delcourt           |
| 2003                                                                | Cambouis                                                                              | Luz                                                                   | L'Association      |
| 2004                                                                | Gen d'Hiroshima, t. 2                                                                 | Keiji Nakazawa                                                        | Vertige Graphic    |
| 2005                                                                | Le Combat ordinaire, t. 2 : Les Quantités négligeables                                | Manu Larcenet                                                         | Dargaud            |
| 2006                                                                | Amiante, chronique d'un crime social                                                  | Collectif                                                             | Septième choc      |
| 2006                                                                | Prix Super-Tournesol à l'occasion du dixième anniversaire du prix Tournesol : F'murr  |                                                                       |                    |
| 2007                                                                | Petite Histoire des colonies françaises, t. 1 : L’Amérique française                  | Otto T. (dessins) et Grégory Jarry (scénario)                         | FLBLB              |
| 2008                                                                | Bételgeuse, t. 5 : L'Autre                                                            | Leo                                                                   | Dargaud            |
| 2009                                                                | Autobio, t. 1,                                                                        | Cyril Pedrosa                                                         | Audie              |
| 2010                                                                | Climax, t. 1 : Le Désert blanc (avec les personnages de la série Imago mundi)         | Luc Brahy (dessins), Éric Corbeyran et Achille Braquelaire (scénario) | Dargaud            |
| 2011                                                                | Trilogie des ventres creux, t. 1 : Les Mèches courtes                                 | Gaël Remise (dessin) et Fabien Tillon (scénario)                      | Vertige Graphic    |
| 2012                                                                | Tchernobyl. La Zone                                                                   | Natacha Bustos (dessin) et Francisco Sánchez (scénario)               | Des ronds dans l'O |
| 2013                                                                | Les Bidochon, t. 21 : Les Bidochon sauvent la planète                                 | Christian Binet                                                       | Audie              |
| 2014                                                                | Plogoff                                                                               | Alexis Horellou (dessin) et Delphine Le Lay (scénario)                | Delcourt           |
| 2015                                                                | Le Parfum des hommes,                                                                 | Kim Su-bak                                                            | Atrabile           |
| 2016                                                                | Trashed[source insuffisante]                                                          | Derf Backderf                                                         | Çà et là           |
| 2016                                                                | Prix Super-Tournesol à l'occasion du vingtième anniversaire du prix Tournesol : Cosey |                                                                       |                    |
| 2017                                                                | Ce qu'il faut de terre à l'homme[source insuffisante]                                 | Martin Veyron, d'après une nouvelle de Léon Tolstoï                   | Dargaud            |
| 2018                                                                | Et il foula la terre avec légèreté                                                    | Mathilde Ramadier et Laurent Bonneau                                  | Futuropolis        |
| 2019                                                                | Moi, fou                                                                              | Antonio Altarriba et Keko                                             | Denoël Graphic     |
| 2020                                                                | Femme sauvage                                                                         | Tom Tirabosco                                                         | Futuropolis        |
| 2021                                                                | L'Eau vive                                                                            | Alain Bujak et Damien Roudeau                                         | Futuropolis        |
| 2022                                                                | Le potager Rocambole                                                                  | Laurent Houssin et Luc Bienvenu                                       | Futuropolis        |
| 2023                                                                | Immonde!                                                                              | Elizabeth Holleville                                                  | Glénat             |
| 2024                                                                | Circuit court - Une histoire de la première AMAP                                      | Tristan Thil et Claire Malary                                         | Futuropolis        |
| 2025                                                                | Ce que je sais de Rokia                                                               | Francesca Vartuli et Quitterie Simon                                  | Futuropolis        |

## Présidents du jury
| Année | Président              | Qualité                                                                                        |
| ----- | ---------------------- | ---------------------------------------------------------------------------------------------- |
| 2004  | Hélène Flautre         | Députée européenne                                                                             |
| 2005  | Yves Cochet            | Député de Paris, ancien ministre de l'Environnement.                                           |
| 2006  | Yann Wehrling          | Secrétaire national des Verts, illustrateur.                                                   |
| 2007  | Dominique Voynet       | Ancienne ministre de l'Environnement, candidate aux élections présidentielles de 1995 et 2007. |
| 2008  | Denis Baupin           | Maire-adjoint de Paris                                                                         |
| 2009  | Cécile Duflot          | Secrétaire national d'EELV.                                                                    |
| 2010  | Yannick Jadot          | Député européen                                                                                |
| 2011  | Corinne Rufet          | Présidente de la Commission Culture du Conseil régional d'Île-de-France.                       |
| 2012  | Eva Joly               | Députée européenne, candidate d'EELV à l'élection présidentielle.                              |
| 2013  | Pascal Durand          | Avocat, secrétaire national d'EELV.                                                            |
| 2014  | Karima Delli           | Députée européenne                                                                             |
| 2015  | Emmanuelle Cosse       | Secrétaire nationale d'EELV                                                                    |
| 2016  | Gérard Onesta          | Ancien vice-président du Parlement européen, conseiller régional d'Occitanie                   |
| 2017  | Yannick Jadot          | Député européen de la Circonscription Ouest.                                                   |
| 2018  | Sandrine Rousseau      | Ancienne vice-présidente du conseil régional du Nord-Pas-de-Calais                             |
| 2019  | Yannick Jadot          | Député européen de la Circonscription Ouest.                                                   |
| 2020  | Éva Sas                | Ancienne députée, co-porte-parole d'EELV.                                                      |
| 2021  | Nicolas Thierry        | Vice-président de la région Nouvelle Aquitaine                                                 |
| 2022  | Yannick Jadot          | Député européen et candidat à l'élection présidentielle française de 2022                      |
| 2023  | Marine Tondelier       | Secrétaire nationale d'EELV                                                                    |
| 2024  | Marie Toussaint        | Députée européenne                                                                             |
| 2025  | Jean-François Julliard | Directeur de Greenpeace France                                                                 |